# فرانسیس شوهتا
فرانسیس شوهتا (فرانسوی: Francis Schewetta‎; ۲۹ اوت ۱۹۱۹ – ۸ اکتبر ۲۰۰۷) دونده سرعت اهل فرانسه بود.